# Mostarska Vrata
Mostarska Vrata su naseljeno mjesto u gradu Ljubuškom, Federacija BiH, BiH.

## Zemljopisni položaj i značajke
Naselje površine 6,22 km2 smješteno je između brda Buturovice (350 m) i Jurjevice (253 m), a u novije vrijeme širi se prema Hrašljanima i Cernu (poslovna zona). Najniža točka je 140 m, a najviša 397 m. M. Vrata imaju tri groblja: Staro groblje u središtu naselja, Novo groblje blizu ceste Mostarska Vrata - Radišići i Pravoslavno groblje pod Jurjevicom.

## Stanovništvo

### 1991.
Nacionalni sastav stanovništva 1991. godine, bio je sljedeći:
ukupno: 381
- Hrvati - 374
- Muslimani - 1
- Jugoslaveni - 5
- ostali, neopredijeljeni i nepoznato - 1

### 2013.
Nacionalni sastav stanovništva 2013. godine, bio je sljedeći:
ukupno: 491
- Hrvati - 487
- ostali, neopredijeljeni i nepoznato - 4

## Povijest
Na području Mostarskih vrata brojne su kamene gomile iz brončanoga doba, danas većinom devastirane, a istražene su samo četiri manje u poslovnoj zoni. Na brdu Osoje (sjeverna strana Buturovice) nalazi se niz od 18 gomila, manjom gradinom i promatračnicom. U arh. literaturi poznata je gradina na vrhu Jurjevice s ostatcima fortifikacija od suhozida, opsega 300 m sa zidovima ponegdje do visine 1,5 m. Od nje se prema istoku rubom brda proteže niz gomila, koji se uz prometnicu Ljubuški - Čapljina nastavlja do Neretve.
Brojni su ostatci iz doba antike. Podno Jurjevice prema Pregrađu vrlo vjerojatno je postojalo naselje rimskih veterana Pagus Scunasticus. Na predjelu Podjurjevice u suhozidnim međama dosta je obrađenih kamenih kvadera te nešto opeke i crijepa. U gornjem dijelu više je zidanih bunara, a pored "Bunara sv. Jure" nalazi se poklopac rimskoga sarkofaga, koji je dugo služio kao pojilo za stoku. Ima dimenzije 2,20×0,80 m, s profiliranim timpanom u obliku nedovršene rozete. Poznat je i nalaz brončanog novčića cara Proba iz 3. st. u Podjurjevici, te zlatnik cara Nerona pronađen pored ceste Tikiruša - Cerno. Na lokalitetu Drini ispod Jurjevice 2005. je pronađeno nekoliko rimskih kamenih ulomaka, od kojih je najvrjedniji natpis u čast boga Libera. Na kamenom kvaderu dimenzija 33×20×26 cm urezan je natpis SACRUM LIBERO PATRI (Posvećeno ocu Liberu). Riječ je o žrtveniku koji je bio posvećen bogu Liberu, uobičajenog atributa Pater (otac). Na Gračinama u Humcu spominje se hram u njegovu čast. Na jugoistočnoj padini Buturovice blizu puta prema Starome gradu, nalazi se Lalića kula iz 18. st. Dimenzije su joj u osnovi 6,08×6,45 m, ima prizemlje i dva kata, s krovom od kamenih ploča. Ima i 13 puškarnica, od kojih je dio zazidan. Proglašena je nacionalnim spomenikom kulture.